# 1st Light Horse Brigade

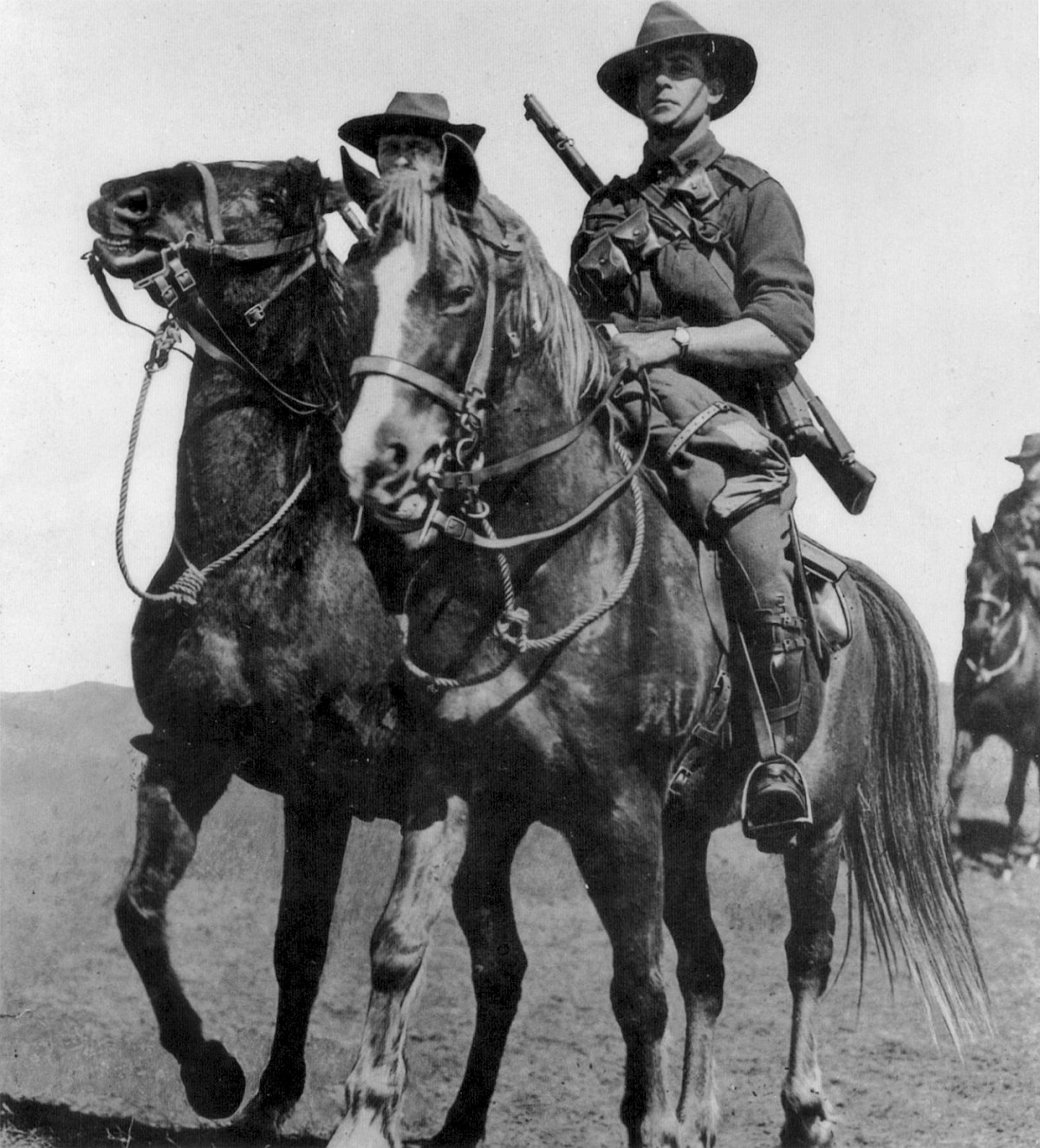
Light horse walers

Die 1st Light Horse Brigade war eine berittene Infanterie-Brigade der Australian Imperial Force (AIF), die im Ersten Weltkrieg im Nahen Osten diente. Die Brigade wurde ursprünglich in den frühen 1900er Jahren in New South Wales als Teilzeit-Milizformation gebildet. Sie war in New South Wales und später in Queensland tätig. 1914 wurde die Brigade als Teil der AIF neu aufgestellt und nach Ägypten geschickt. Als Teil der neuseeländischen und australischen Division diente sie während der Gallipoli-Kampagne zwischen Mai und Dezember 1915 in abgesetzter Rolle. Nach ihrem Abzug nach Ägypten war sie ab März 1916 in der Anzac Mounted Division als Teil der ägyptischen Expeditionstruppe bis Kriegsende am Sinai- und Palästinafeldzug beteiligt. Sie wurde 1919 aufgelöst. Nach dem Krieg wurden die leichten Reiterregimenter der AIF demobilisiert und aufgelöst; jedoch existierte die Brigade kurzzeitig als Teilzeitmilizformation in Queensland bis 1921, als ihre Regimenter in Kavalleriebrigaden reorganisiert wurden.

## Geschichte
Die 1st Light Horse Brigade wurde ursprünglich als Teil der Citizens Forces in den frühen 1900er Jahren aufgestellt und irgendwann zwischen 1902 und 1905 gebildet. Diese Formation wurde in New South Wales aufgestellt und bestand aus drei leichten Pferderegimentern – dem 1. (Lancers), 2. (New South Wales Mounted Rifles) und 3. (Australian Horse). Das 1. hatte Depots um Parramatta und andere kleinere Zentren; die zweite hatte ihren Sitz in Sydney und war auf Depots von Camden bis Dubbo verteilt; und die 3. war in mehreren kleinen Städten wie Bega, Goulburn und Bungendore ansässig. Im Jahr 1912 führte eine armeeweite Reorganisation dazu, dass die Bezeichnung der Brigade für eine in Queensland ansässige Formation wiederverwendet wurde, die aus der 2nd Light Horse (Queensland Mounted Infantry), der 3rd Light Horse (Darling Downs Regiment) und der 4th Light Horse (Northern River) bestand (Lanzenreiter). Das zweite hatte Depots in Brisbane und Umgebung, verteilt auf Laidley und Ipswich, während das dritte in Toowoomba, Warwick, Roma und anderen kleineren Zentren stationiert war. Das 4. war um Lismore, Casino, Grafton und ein paar andere kleinere Zentren herum angesiedelt. Die zuvor zugewiesenen Regimenter mit Sitz in New South Wales wurden umbenannt und der 2. und 3. leichten Pferdebrigade zugeteilt.

### Erster Weltkrieg

#### Ägypten und Gallipoli
Bei Ausbruch des Krieges im August 1914 beschloss die australische Regierung, die freiwillige Australian Imperial Force (AIF), bestehend aus 20.000 Soldaten, bestehend aus einer Infanteriedivision und einer leichten Reiterbrigade von drei Regimentern, nach britischem Ermessen einzusetzen. Diese Regimenter wurden aus Freiwilligen für den Auslandsdienst aufgestellt, da die Bestimmungen des Verteidigungsgesetzes den Einsatz von Wehrpflichtigen im Ausland nicht erlaubten. Dennoch stammten viele der Rekruten aus den verschiedenen Miliz-Leichtpferdeformationen, die als Folge des Kitchener-Berichts 1910 und der Einführung des Universaltrainings geschaffen wurden, obwohl sie frisch aufgestellten Einheiten zugeteilt wurden, die von den als Teil aufgestellten Leichten Reiterregimenten getrennt waren der Miliz. Die ersten Einberufungen übertrafen die Erwartungen und so wurden zu Beginn des Krieges insgesamt drei leichte Reiterbrigaden sowie zwei Divisionskavallerieregimenter aufgestellt.
Die 1st Light Horse Brigade war die erste leichte Pferdeformation, die zu Beginn des Kriegs aufgestellt wurde. Es war Teil des 1. Kontingents, das Mitte August 1914 hastig zusammengestellt wurde und aus 1.560 Mann bestand, die in drei Regimenter – das 1., 2. und 3. Brigadegeneral Harry Chauvel. Das Personal der Brigade kam aus den Bundesstaaten New South Wales, Queensland, South Australia und Tasmanien.
Nach ihrer Bildung begann die Brigade im September und Oktober 1914 von Sydney, Brisbane, Adelaide und Hobart nach Ägypten einzuschiffen. Nach ihrer Ankunft im Dezember 1914 zog die Brigade in das Lager in Mena um, wo Schulungen durchgeführt und weitere Verstärkungen aus Australien erhalten wurden. Im Mai 1918 wurde die Brigade als Verstärkung für die im April gelandete Infanterie nach Gallipoli entsandt, die jedoch in einem kleinen Umkreis um einen Brückenkopf bei Anzac Cove festgenagelt war. In abgesetzter Rolle eingesetzt, wurde die Brigade der neuseeländischen und australischen Division zugeteilt. Etwa ein Viertel der Stärke jedes leichten Reiterregiments blieb mit seinen Pferden in Ägypten; jedoch wurden vor ihrer Ankunft zusätzliche Verstärkungen bereitgestellt, um sie auf Stärke zu bringen.
Bei der Ankunft wurde Chauvels Brigade angewiesen, einen Teil der Verteidigungslinie zu halten, die die Alliierten um Anzac Cove errichtet hatten. Während dieser Zeit unternahmen sie Patrouillenopertionen, besetzten Außenposten, führten Scharfschützen aus und arbeiteten, um Gräben auszuheben und Draht zu verlegen. Für den größten Teil des Feldzugs behielten die Regimenter der Brigade eine defensive Haltung bei; im August versuchten die Alliierten jedoch, die Sackgasse auf der Halbinsel Gallipoli zu durchbrechen und starteten die August-Offensive, um die Höhen um Sari Bair, Chunuk Bair und Baby 700 zu sichern. Während dieser Bemühungen führte das 1st Light Horse Regiment einen Fintenangriff am Pope’s Hill durch, um den Angriff auf den Nek zu unterstützen. Von 200 begangenen Männern überlebten weniger als 40. Inzwischen unternahm das 2. Leichte Reiterregiment seinen eigenen Angriff um Quinns Posten. Auch dies hatte wenig Erfolg und wurde nach der ersten Angriffswelle mit vielen Opfern abgesagt. Inzwischen wurde das 3. Leichte Reiterregiment in Reserve gehalten. Nach der gescheiterten Offensive besetzte die Brigade Positionen rund um die Spitze des Monash Valley, die stark umkämpft blieb. Als sich der Winter Anfang September näherte, wurden sie an einen sichereren Ort auf der Seeseite nördlich von Anzac Cove in Richtung Suvla Bay verlegt; diese Position umfasste Außenposten bei Destroyer Hill und Sazli Dere, die Ende August während der Schlacht von Hill 60 erobert worden waren. Bis Mitte Dezember wurden alle drei Regimenter von der Halbinsel abgezogen, als Teil des allgemeinen Rückzugs, der der Entscheidung folgte, die Position aufzugeben. Das 3. Leichte Reiterregiment war das erste, das am 14. Dezember abfuhr; es folgte der 2. am 18. Dezember, während der 1. bis zum 21. Dezember blieb, der letzte Tag war. Anschließend wurden sie über Mudros nach Ägypten zurückgebracht.

#### Sinai- und Palästina-Kampagne
Nach der Evakuierung aus Gallipoli wurden die australischen und neuseeländischen Streitkräfte im Nahen Osten reorganisiert. Zu dieser Zeit war eine große Anzahl von Verstärkungen in Ägypten eingetroffen, und während die Infanterie an der Westfront eingesetzt werden sollte, sollten die berittenen Einheiten im Nahen Osten bleiben. Dies führte zur Gründung der Anzac Mounted Division, die aus der 1st, 2nd und 3rd Light Horse Brigades und der New Zealand Mounted Rifles Brigade bestand. Chauvel war zum Kommandeur dieser Division befördert worden, während Brigadegeneral Charles Frederick Cox, der Anfang November 1915 das Kommando über die Brigade übernommen hatte, das Kommando über die 1. Leichte Reiterbrigade verblieb. Er würde bis nach Kriegsende das Kommando über die Brigade führen. Zu dieser Zeit wurde der Brigade eine berittene Artilleriebatterie des britischen Territoriums zur Verfügung gestellt, die Batterie von Leicestershire, die von der III. Brigade, Royal Horse Artillery (T.F.), abgelöst wurde. Bis Juli 1916 wurde die Brigade von einer Maschinengewehrabteilung unterstützt, die dann aber zu einem vollen Geschwader mit 12 Maschinengewehren ausgebaut wurde. Für jede Brigade wurde auch ein leichtes Ausbildungsregiment für Pferde aufgestellt, um ausgebildete Verstärkungen bereitzustellen, während andere unterstützende Elemente wie Signal-, Logistik-, Ingenieur-, medizinische und tierärztliche Unterstützungseinheiten ebenfalls zugewiesen wurden.
Zu Beginn des Jahres 1916 wurde die 1. Leichte Reiterbrigade ausgesandt, um Teile des Nil- und Suezkanals vor den Stammesangehörigen der Senussi zu bewachen. Dies dauerte von Januar bis Mai 1916; danach wurde es neu zugewiesen, um den Suezkanal zu verteidigen. Im August 1916 half die Brigade, einen osmanischen Vorstoß auf den Kanal während der Schlacht von Romani abzuwehren, die 35 Kilometer östlich stattfand; Sie waren an den ersten Kämpfen beteiligt, als die osmanischen Streitkräfte in der Nacht vom 3. zum 3. August mit der Brigade zusammenstießen, die Außenposten im gesamten Gebiet besetzt hatte, die die osmanischen Kommandeure als Aufstellungsposition für ihren Angriff auf den Suezkanal angegeben hatten. Droht, überflügelt zu werden, wurde die Brigade am frühen Morgen zurückgedrängt, aber gerade noch rechtzeitig von der 2. Ihnen folgten neuseeländische und britische Truppen, die später am Tag einen Gegenangriff starteten, während die beiden leichten Reiterbrigaden im Zentrum blieben. Zunächst zu erschöpft für einen Gegenangriff, wurden sie am 5. August früh eingesetzt und rückten mit gezogenen Bajonetten vor. Als sich das Blatt der Kämpfe wendete, wurde die Brigade in den folgenden Tagen der Verfolgung verpflichtet, die folgte, als die osmanischen Streitkräfte begannen, sich zurückzuziehen. Nach einer Ruhepause außerhalb der Linie kehrte die Brigade zurück, um sich dem Vormarsch über den Sinai in Südpalästina anzuschließen, nahm im Dezember 1916 an Aktionen in Maghdaba und Anfang Januar 1917 in Rafa teil.
Während der ersten Schlacht wurde der Angriff durch begrenzte Artillerie und Wassermangel behindert; Dies führte zu einem langsamen Fortschritt der abgesessenen Truppen und schließlich beschloss Chauvel, sich nach El Arish zurückzuziehen. Der Kommandant der 1. Leichten Reiterbrigade zögerte jedoch dem Befehl nach und schob das abgesessene 3. Leichte Reiterregiment gegen eine osmanische Schanze im Nordwesten vor, was sich als erfolgreich erwies und den Osmanen die Initiative entriss. Das 2. Leichte Reiterregiment führte einen berittenen Angriff im Süden durch und eroberte eine weitere osmanische Schanze, während andere Einheiten ebenfalls Gewinne machten, was zu einem allgemeinen Vormarsch führte. Vierzehn Tage später begannen sie in Richtung Rafa vorzurücken, und die 1st Light Horse Brigade wurde zusammen mit den New Zealand Mounted Rifles und dem Imperial Camel Corps eingesetzt.